# Johann Heinrich Buttstett
Johann Heinrich Buttstett (Buttstädt, Buttstedt) (* 25. Apriljul. / 5. Mai 1666greg. in Bindersleben bei Erfurt; † 1. Dezember 1727 in Erfurt) war deutscher Organist und Komponist des Barock.

## Leben und Wirken
Buttstett stammte aus einer Erfurter Pfarrer-, Lehrer- und Musiker-Familie, sein Vater Johann Heinrich Buttstett († 1702) hatte an der Universität Erfurt Theologie studiert und war seit 1664 Pfarrer in Bindersleben. Als ältester von drei Brüdern besuchte Buttstett von 1681 bis 1684 das Ratsgymnasium in Erfurt und wurde anschließend Organist an der Reglerkirche sowie Lehrer an der zu ihr gehörenden Schule.
Als seinen Orgellehrer bezeichnete er Johann Pachelbel, der von 1678 bis 1690 Organist an der Erfurter Predigerkirche war und dort u. a. auch dem älteren Bruder Johann Sebastian Bachs, Johann Christoph, seit 1690 Organist in Ohrdruf, Orgelunterricht erteilte.
Buttstetts Bruder Georg Christoph († 1748), zweitältester Sohn Johann Heinrich Buttstetts, war ab 1702 Nachfolger seines Vaters und später Pfarrer in Bechstedt.
Im Jahre 1687 übernahm Buttstett das Organisten- und Predigeramt an der Kaufmannskirche und -schule und heiratete im selben Jahr Martha Lämmerhirt († 1711), die Tochter des Hospitalpfarrers Hieronymus Lämmerhirt († 1699), welche über Johann Sebastian Bachs Mutter, eine geborene Lämmerhirt, mit der Familie Bach verwandt war. Aus der Ehe gingen zehn Kinder hervor. Die beiden Söhne Johann Laurentius und Johann Samuel waren später selbst Organisten.
Nachdem Johann Pachelbel im Jahr 1690 Erfurt verlassen hatte, um nach Stuttgart in die Dienste der Herzogin Magdalena Sibylla zu gehen, wurde das bedeutende Organistenamt an der Predigerkirche kurzzeitig von Nicolaus Vetter versehen. Als dieser 1691 Hoforganist in Rudolstadt wurde, trat Buttstett am 19. Juli 1691 seine Nachfolge mit dem Titel eines Ratsorganisten an. Er übte dieses Amt bis zu seinem Tode aus und versah daneben auch das Organistenamt an einer katholischen Kirche in Erfurt, vermutlich an St. Severi.

## Wirkung
Buttstett hat nicht nur zahlreiche Orgelwerke für sein Amt an der evangelischen Predigerkirche komponiert, sondern auch Orgelmusik und Messen für die katholischen Gottesdienste. Zu Buttstetts Schülern zählen Georg Friedrich Kauffmann und Johann Gottfried Walther.
In einer Kontroverse mit Johann Mattheson, dessen Schrift Das neueröffnete Orchestre (1713) Partei für moderne, galante Musik nahm, entgegnete Buttstett mit seiner Schrift Ut Mi Sol, Re Fa La, Tota Musica et Harmonia Aeterna (1716), in welcher er die alten Anschauungen und den „richtigen Weg zur wahren Musik“ verteidigte.
Buttstett wird von seinem Schüler Johann Gottfried Walther in einem überlieferten Brief vom 3. Oktober 1729 als schrulliger und geldgieriger Gelehrter charakterisiert, der sein Wissen und sein Können nur unwillig weitergab.
Im Jahr 1744 zählte der Geograph und Universalgelehrte Johann Gottfried Gregorii den Organisten der Erfurter Predigerkirche genau wie Johann Sebastian Bach und einige Bachschüler zu den besten deutschen Organisten.